# Aérospatiale
Aérospatiale was een Franse vliegtuigbouwer die zowel vliegtuigen voor de militaire en burgerluchtvaart produceerde als raketten.

## Geschiedenis
Het bedrijf ontstond in 1970 door de samenvoeging van de Franse staatsbedrijven Sud Aviation, Nord Aviation en Société d'études et de réalisation d'engins balistiques (SÉREB).
In 1992 voegden DaimlerBenz Aerospace AG (DASA) en Aérospatiale hun helikopterdivisies samen tot de Eurocopter Group.
In 1999 fuseerde Aérospatiale met Matra Haute Technologie tot Aérospatiale-Matra.
Op 10 juli 2000 fuseerde Aérospatiale-Matra met diverse andere Europese vliegtuigbouwers tot European Aeronautic Defence and Space Company (nu Airbus Group).

## Producten
| Naam                        | Type                                                  |
| --------------------------- | ----------------------------------------------------- |
| Airbus                      | vliegtuigen                                           |
| Alouette II en Alouette III | helikopters                                           |
| Arabsat                     | satelliet                                             |
| Ariane                      | raketten                                              |
| ATR 42                      | passagiersvliegtuig                                   |
| ATSF                        | opvolger van de Concorde (niet in productie gebracht) |
| Caravelle                   | passagiersvliegtuig                                   |
| Concorde                    | supersonisch passagiersvliegtuig                      |
| Corvette                    | passagiersvliegtuig                                   |
| Dauphin                     | helikopter                                            |
| Ecureuil                    | helikopter                                            |
| Epsilon                     | militair tweezitstrainingsvliegtuig                   |
| Exocet                      | raket                                                 |
| Gazelle                     | helikopter                                            |
| Hermes                      | ruimteveer (niet in productie gebracht)               |
| Lama                        | helikopter                                            |
| Magister                    | tweepersoonsstraaljager                               |
| Puma                        | helikopter                                            |
| Spacebus 300                | satelliet                                             |
| Zephyr                      | marineversie van de Magister-straaljager              |